# مجيب (اسم)
مجيب هو اسم علم مذكر من أصل عربي، ومعناه هو من الفعل أجاب الملبي المنفذ، ومؤنثه مجيبة وهي جارية الرشيد.

## شخصيات تحمل الاسم
- مجيب الرحمن (17 مارس 1920[3][4][5] – 15 أغسطس 1975[3][4][5])
- مجيب سلمان المرشد (1930 – 1952)

## وصلات خارجية
- موسوعة السلطان قابوس لأسماء العرب